# 西山镇 (从江县)
西山镇，是中华人民共和国贵州省黔东南苗族侗族自治州从江县下辖的一个乡镇级行政单位。

## 行政区划
西山镇下辖以下地区：
西山社区、坪寨村、陡寨村、田底村、滚郎村、岑杠村、捞里村、务林村、秋卡村、高脚村、顶洞村、拱孑孑村、小丑村和大丑村。

## 中国传统村落
2013年8月，田底村被评为第二批中国传统村落。